# Avioduct

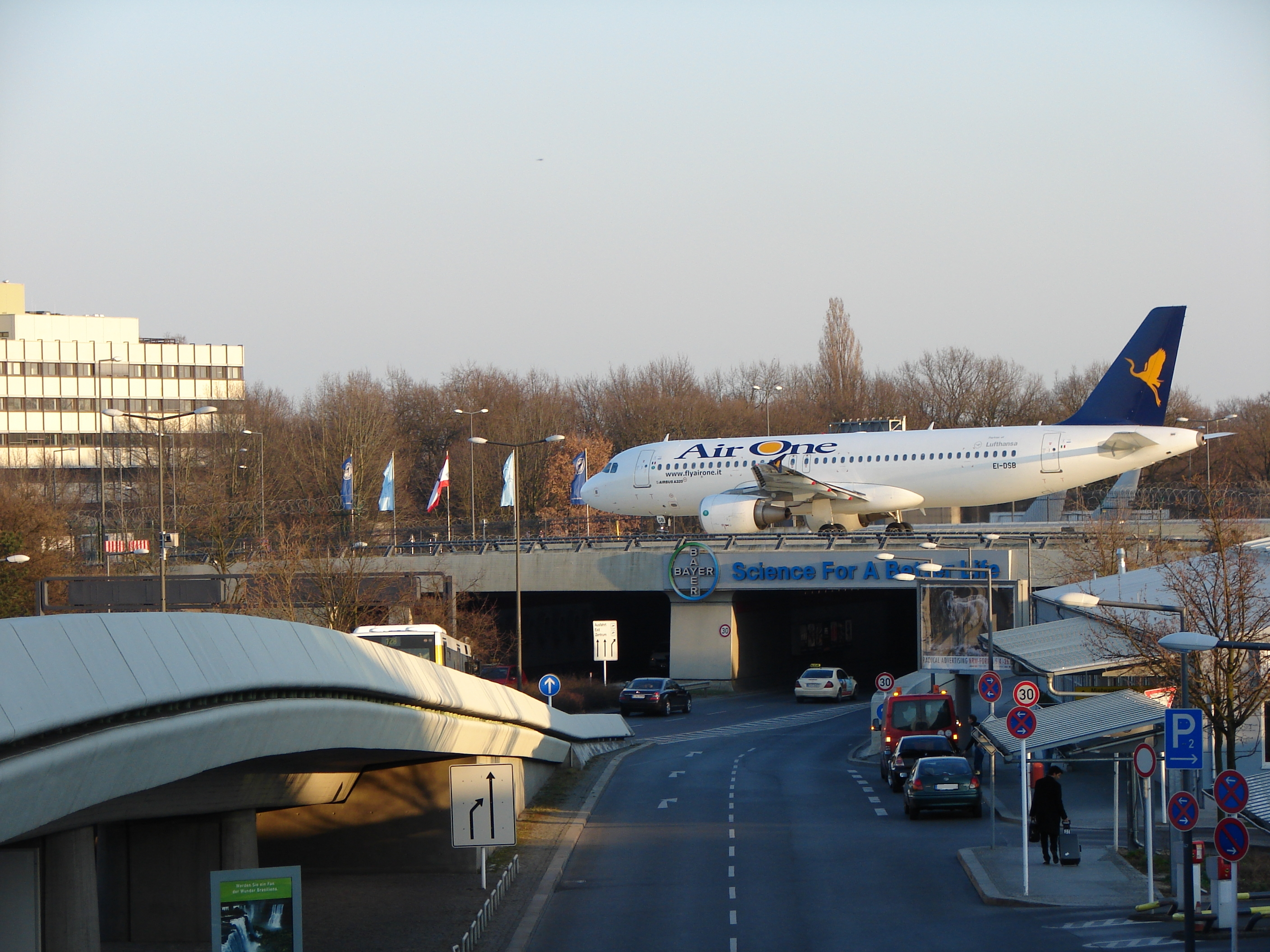
Avioduct op de Berlijnse luchthaven Tegel

Een avioduct is een brug voor vliegtuigen, te vergelijken met een viaduct voor auto's.
Het woord avioduct is een moderne afleiding van het Franse woord avion (vliegtuig) en het Latijnse ducere (voltooid deelwoord: ductum; leiden), analoog aan bijvoorbeeld het Latijnse woord aquaduct.
Nederland kent vier avioducten, die zich alle op het terrein van de Luchthaven Schiphol bevinden. Twee overspannen de A4, de eerste is de Schipholtunnel en tussen de aansluitingen Schiphol en Hoofddorp ligt nog een viaduct waar taxibaan Quebec de A4 kruist. Het rolbaanviaduct overspant de A5 en het laatste overbrugt een kanaal, de Hoofdvaart, met aan beide zijden een weg.